# Чарльстон для Огненки
«Чарльстон для Огненки» (в англоязычном прокате англ. Tears for Sale, «Слезы на продажу» — высокобюджетный сербский блокбастер 2008 года. Единственный полнометражный фильм, который успел поставить рано умерший режиссёр Урош Стоянович. Главные роли исполнили Соня Колачарич, Катарина Радивоевич, Ненад Ездич, Стефан Капичич и Оливера Катарина. В настоящее время считается самым дорогим сербским фильмом — с бюджетом около 4 000 000 евро (или 6 миллионов долларов США по тогдашнему курсу), а также самым популярным сербским фильмом 2008 года.
Фильм содержал определённые инновации для сербского кинематографа, среди которых было широкое использование спецэффектов (в фильме они занимают всего 40 минут). Также было использовано около 100 тысяч метров киноленты, что примерно в пять раз больше, чем для среднестатистического сербского фильма. Кроме того, фильм содержит много фантастических и магических элементов, поэтому его сравнивали с такими произведениями, как «Властелин колец». Музыку написал известный кинокомпозитор Сигэру Умэбаяси, а французский режиссёр Люк Бессон проявил интерес к продвижению фильма на внешнем рынке.
Фильм также привлек внимание первым появлением Оливеры Катарины в фильме после более чем тридцатилетнего перерыва в её карьере.
Премьера состоялась 30 января 2008 в центре «Сава». Сам фильм критики встретили прохладно, тогда как реакция зрителей была гораздо лучше.

## Сюжет
Сербия в конце Первой мировой войны — волшебная, мистическая, жестокая, постоянно разрывающаяся между Востоком и Западом, между древней языческой магией и силами цивилизации.
Сюжет фильма начинается с трагического описания послевоенной Сербии 1920-х годов. От мужского населения вследствие Балканских войн и Первой мировой войны осталась лишь небольшая часть, что особенно ощущалось в провинции. В выдуманном селе Покрп мы встречаем двух наших героинь, Огненку (Соня Колачарич) и Малую Богиню (Катарина Радивоевич), сестер, зарабатывающих ткацким ремеслом, которое приносило заработок их предкам с тех пор, когда их легендарная прапрабабка наплакала местное озеро. Зритель также знакомится с судьбой последних мужчин, которые постепенно исчезали из Покрпа. Один из них, пытаясь спасти деревню, заминировал свой виноградник, но не нансбез нанесения мин на карту, что привело к его смерти, а также убивало всех, кто впоследствии хотел туда собрать виноград, поэтому его прозвали Миноградом. Впрочем, время от времени женщины по очереди должны идти в Миноград, чтобы выдергивать оттуда ягоды, рискуя жизнью — выживали не все.
Следующей в Миноград должна была идти Нада, поэтому она заранее заказывает у двух героинь услуги плакальщиц на свои будущие похороны, но требует от них заранее продемонстрировать свои способности. Чтобы вызвать эмоции, две героини начинают ссору между собой и обвиняют друг друга в том, что они не потеряли целомудрия, хотя им уже за двадцать. Тогда Нада говорит им, что она уже потеряла целомудрие с последним оставшимся в деревне мужчиной, дедом Бисом. Это сначала вызывает у них отвращение, но позже, в отчаянии, они решают впервые заняться любовью, даже с этим стариком. Перед этим женщины идут в местную таверну, где проходят ритуал распития ракии, настоянной на пауках, после которой женщины видят призраки их умерших мужчин, с которыми они танцуют и обнимаются, и очень страдают, когда те должны уйти. Выпив паучьей настойки, девушки решают пойти к деду Бису, чтобы избавиться от целомудрия. Когда это должно было произойти, Огненка кричит от испуга и отвращения, что приводит к смерти старика из-за инфаркта. Это злит других женщин, которые приговаривают Огненку и Малую Богиню к смертной казни на костре. Однако им удаётся спастись, поклявшись душой бабушки, что в течение трех дней привезут мужчину в деревню. Затем их бабушка Великая Богиня (Оливера Катарина) воскрешается в виде духа, и вместе с ними начинает поиск мужчин.
По дороге они сталкиваются с мужчинами, но все они уже «заняты» в своих селениях. Бабушка, которая не хочет оставаться призраком, потому что они поклялись её именем, постоянно торопит двух девушек.
Прибыв в маленький городок, они встречают местных артистов, Драголюба Алексича, «Человека из стали» (Ненад Ездич; прототипом был реальный акробат с таким же именем и псевдонимом) и Арсения, «короля чарльстона» (Стефан Капичич). Женщины влюбляются в этих двух мужчин по дороге в свою деревню, и уже не готовы пожертвовать ими ради других женщин из Крпы. Они решают, что каждая из них поедет в Белград отдельно вместе со своим мужем: Огненка с Драголюбом в его машине, а Малая Богиня с Арсением в похищенном катафалке. Во время путешествия Великая Богиня продолжает их преследовать, возникая из роя бабочек, образующихся в её теле. Вскоре до прибытия в город она решает оставить их на произвол судьбы, ценой своей души. Отдавшись страсти, Малая Богиня и Арса занимаются любовью в машине, но по прибытии в город их, как Огненку и Драголюба, преследуют привидения, а ещё хуже — угрызения совести, поэтому они решают возвращаться в Покрп, ради бабушки и других женщин.
Первой в Покрп прибыла Огненка, которая рада спасению бабушки, а также счастью сестры и покрпских женщин, но в то же время очень грустная оттого, что ей придётся потерять Драголюба. Там его приняли с большим вниманием и уважением, и женщины уже начали влюбляться в него. Затем приходит Малая Богиня, и, увидев, что её сестра уже в деревне, говорит Арсению, чтобы тот не выходил, но тот присоединяется к Драголюбу и сёстрам на празднике, организованном по случаю прибытия мужчин..
Руководимые тщеславием, Драголюб и Арсений вступают в конфликт и решаются на поединок, в котором они увидят, кто из них «лучший мужчина» — в постели. Женщины Покрпа встречают это с радостью, а недовольные сестры решают покинуть их и теперь сами отправляются в Белград. Однако вскоре мужчины раскаялись в своей глупости и, поняв, что они тоже влюблены, решают сражаться на дуэли и идти за ними, но проблема состоит в том, чтобы сбежать от других женщин. Убегая, Арсений случайно попадает в Миноград. Осознавая, что для него нет пути назад, Малая Богиня входит за ним, чтобы они могли исполнить последний танец, танец смерти. Пока вокруг них взрываются мины, они танцуют чарльстон, пока последний взрыв не уносит их в воздух в объятиях друг друга.
Огненка, все ещё обиженная на Драголюба, после трагической смерти сестры сама едет в Белград.
Фильм заканчивается празднованием открытия белградского небоскрёба — дворца «Албания», который в фильме имеет нереальную высоту — более 200 этажей. Вечеринка проходит на самой вершине, откуда должен прыгнуть Человек из стали, а Огненка наблюдает и ждёт, чтобы станцевать свой чарльстон.